# Olav II. Haraldsson

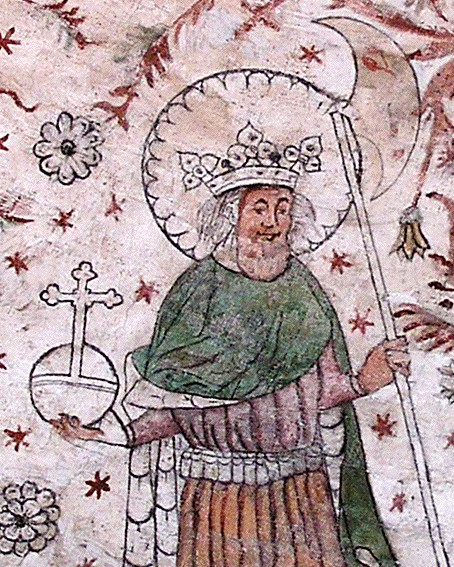
Olav II. als Deckengemälde in der Kirche von Överselö (auf der Insel Selaön im Mälaren)

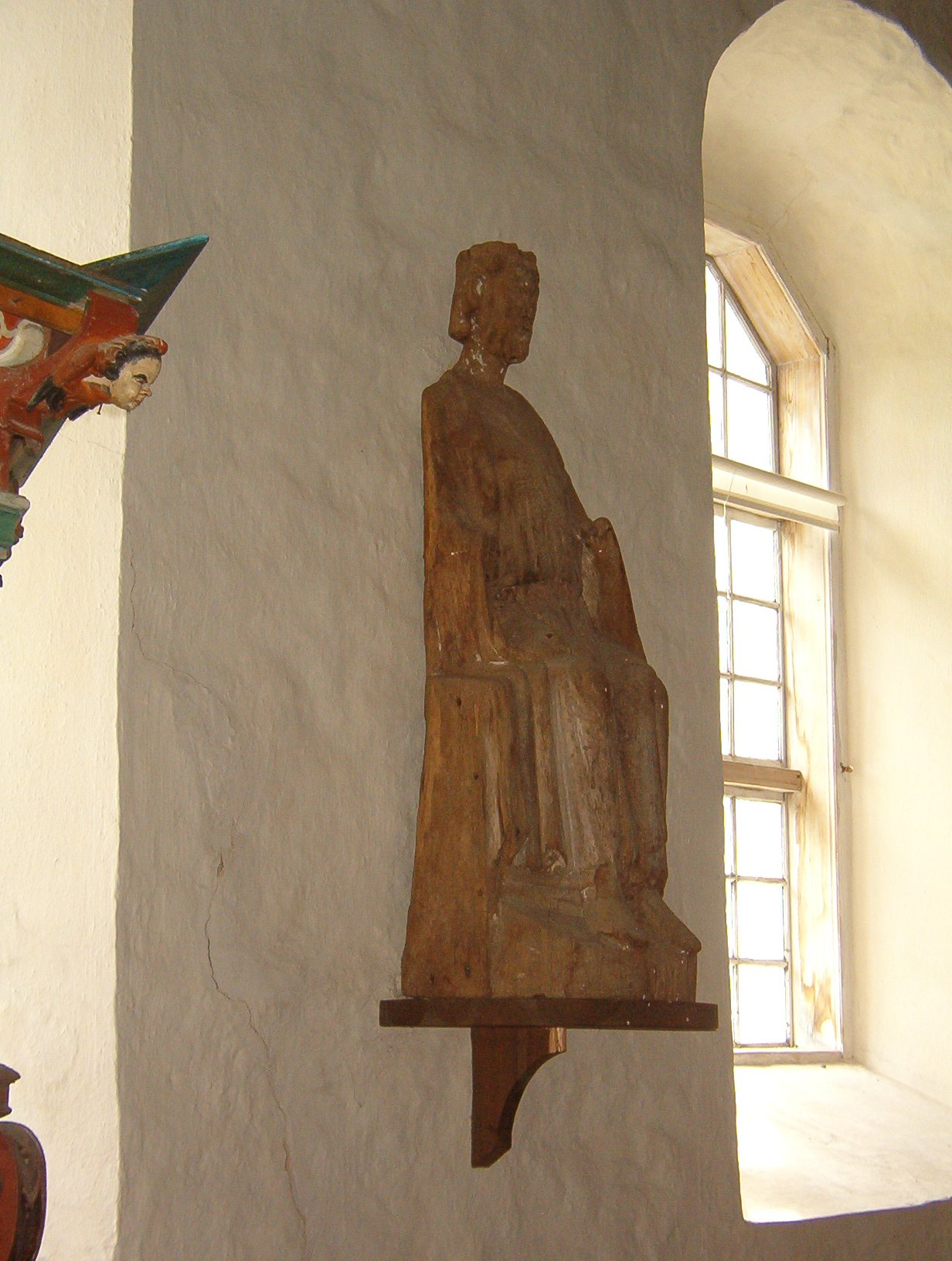
Figur von Olav II. aus dem 13. Jahrhundert in der Kirche von Svenneby

Olav II. Haraldsson (* 995; ⚔ 29. Juli 1030 in der Schlacht von Stiklestad), Rex Perpetuus Norvegiae, war norwegischer König von 1015 bis 1028 und wurde zu Lebzeiten Olav Digre genannt, was man mit der Dicke, der Stämmige, oder der Große oder der Gewaltige übersetzen kann. Er wurde nach seinem Tod heiliggesprochen und ist bis heute als Olav der Heilige bekannt. Sein evangelischer und römisch-katholischer Gedenktag ist der 29. Juli (in Deutschland römisch-katholisch der 10. Juli).

## Die Anfänge
Als Geburtsjahr wird allgemein 995 angenommen, was aber eine sehr unsichere Angabe ist. Möglicherweise haben die Sagaverfasser die Übernahme der Königsmacht durch Olav Tryggvason im Jahre 995 mit der Geburt Olav Haraldssons verbunden. Allerdings nahm Olav schon 1007/1008 an einem Wikingerzug teil. Es ist davon auszugehen, dass er zu dieser Zeit älter als 12 Jahre war. Sein Vater war ein dänischer Unterkönig am Oslofjord mit Namen Harald Grenske. Olav Haraldssons Mutter hieß Åsta Gudbrandsdotter. Als Olav geboren wurde, war sein Vater bereits tot, er starb um das Jahr 994. Åsta heiratete Sigurd Syr, einen Kleinkönig aus Ringerike (heutige Provinz Buskerud), wo Olav aufwuchs. Åsta hatte mit Sigurd den Sohn Harald, der ebenfalls König wurde und Harald Hardråde genannt wurde. Im 12. Jahrhundert weisen ihn Sæmundur fróði und Ari fróði als Nachkommen von Harald Schönhaar aus. Dies geschah jedoch zu einer Zeit, in der edle Abstammung für die Herrschaftslegitimation von besonderer Wichtigkeit war und außerdem ein Interesse der Verfasser darin bestand, eine dynastische Herrschaftskontinuität darzustellen. Die Auseinandersetzungen mit den dänischen Königen zur Abfassungszeit der Sagas legen dies nahe, so dass diese Abstammung zweifelhaft ist.
Zunächst war Olav Wikinger in der Ostsee. Die Skalden nennen Kämpfe in Schweden und Finnland. 1009 schloss er sich einem Wikingerheer gegen England an. Geleitet wurde das Heer drei Jahre lang von Torkjel Høye, der schon in der Schlacht bei Svolder dabei gewesen war. Die englischen Quellen berichten über ihn, aber nicht über Olav, so dass dieser keine hervorgehobene Stellung gehabt haben dürfte. Die Hofskalden nennen Olav, aber nicht Torkjel, was der Gattung „Lobdichtung“ geschuldet ist. Olav war 1011 beim Zug gegen Canterbury; 1012 zahlten die Engländer 48.000 Pfund Silber Schutzgeld, worauf die Wikinger den Heerzug abbrachen. Olav erhielt einen nicht geringen Teil an diesem Danegeld. Danach wurde das Wikingerheer aufgelöst und Olav und Torkjel trennten sich. Torkjel begab sich in den Dienst Æthelreds. Olav zog nach Süden und überfiel auch Frankreich und Spanien. 1013 leitete der dänische König Svend Tveskæg (Sven Gabelbart) einen neuen Heereszug nach England. Æthelred und seine Frau mussten nach Frankreich fliehen. Olav, der von seinem Heerzug im Süden zurückkehrte, begegnete ihnen in der Normandie und schloss sich Æthelred an. In Rouen wurde Olav getauft. 1014 starb Svend Tveskæg und Æthelred kehrte heim, aber Knut, der Sohn Svend Tveskægs, rüstete zum neuen Angriff auf England. Snorri berichtet nun, Olav habe an der Seite Æthelreds London angegriffen. Aber die Skaldenstrophen, die er dafür zitiert, beziehen sich aller Wahrscheinlichkeit nach auf den vergeblichen Kampf der Dänen um London im Jahre 1009, wo Olav auf der Seite der Dänen kämpfte. Aber er dürfte sicher im Dienste Æthelreds gestanden haben. Die Bemerkung der Skalden, Olav habe Landstriche für Æthelred zurückerobert, haben die Sagaverfasser so ausgeweitet, dass er ganz England für Æthelred zurückerobert habe. Dadurch ist die Saga-Chronologie durcheinandergeraten: Die Sagas lassen Svend Tveskæg 1008 sterben, sechs Jahre vor seinem tatsächlichen Tod, Olavs Dienste für Æthelred beginnen damit zu früh und dauern zu lange. Dadurch lässt Snorri Olav zu einer Zeit für Æthelred gegen die Dänen kämpfen, als er tatsächlich aber noch im dänischen Heer war.

## Der Aufstieg

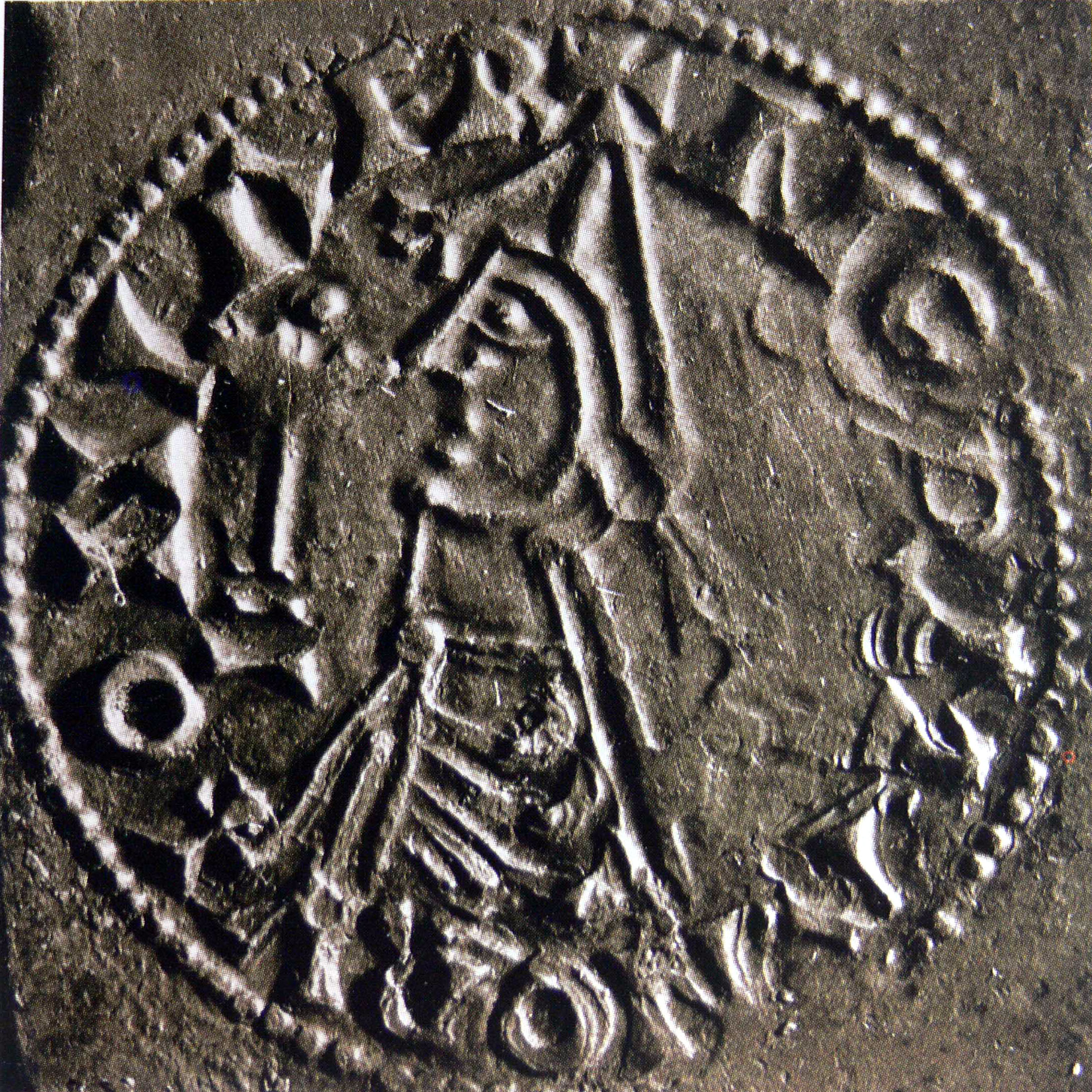
Münzprägung von Olav auf einem viereckigen Silberplättchen (1023–1028) Es sind nur zwei Exemplare bekannt. Die lateinische Aufschrift lautet: ONLAF R NORMANORV.

1015, wahrscheinlich im Herbst, segelte er mit zwei bemannten Knorren nach Norwegen. Diese Datierung scheint sicher, denn Sigvat Tordsson berichtet in seiner Erfidrápa, dass Olav 15 Jahre nach seiner Erhebung zum norwegischen König fiel. Die Sagas berichten weiter, dass Olav Håkon Jarl Eiriksson dort zufällig getroffen habe. Dessen Mutter war Gyda, die Tochter Svend Tveskægs und damit die Schwester Knuts des Großen. Von einem Kampf zwischen den beiden wird von Sigvat, der sein Gedicht kurz nach der Begegnung verfasste, nichts berichtet. Óttarr svarti berichtet allerdings sieben Jahre nach der Begegnung, es sei Olav gelungen, Håkon mit seinem Schiff und seinen Männern gefangen zu nehmen. Er habe ihn aber gegen das Versprechen, nicht mehr gegen Olav zu kämpfen, freigelassen. Es ist möglich, dass sich zur Zeit der Abfassung von Ottars Gedicht die politische Situation bereits so geändert hatte, dass es in der Umgebung von Olav wichtig erschien, dass sich Håkon in der Gewalt Olavs befunden und seine Oberherrschaft anerkannt habe, und Olav gleichzeitig als großmütig zu zeigen. Die meisten Sagas behaupten, Håkon habe sich nach England begeben, die kleine Saga Ágrip, die älteste Quelle, dass Håkon die Herrschaft über die Suderøy-Inseln erhalten habe und dort bis zu seinem Lebensende geblieben sei. Mit dem Begriff „Suderøyane“ (Südinseln) sind höchstwahrscheinlich die Hebriden gemeint (und nicht die Südinsel Suðuroy der Färöer). Die Wikinger nannten die Hebriden Suðreyjar (Südinseln) und im Gegensatz dazu bezeichneten sie die Orkney- und Shetlandinseln als Norðreyjar (Nordinseln).
Der erste Kampf Olavs, über den berichtet wird, ist die Schlacht bei Nesjar (Vestfold, heute der zu Larvik zählende Ort Brunlanes) gegen den Jarl Sven, Onkel Håkons väterlicherseits. Die Schlacht fand Palmsonntag statt. Wenn sie im ersten Frühjahr nach Olavs Rückkehr stattgefunden hat, dann war dies der 25. März 1016. Sven hatte nur wenige Bauern aus dem Inneren Trøndelags bei sich. Offenbar waren die aus dem äußeren Teil Trøndelags und aus Vestland nicht mitgezogen. Dagegen hatte Olav eine große Truppe. Sigvat, der bei der Schlacht dabei war, meinte in seinem Preisgedicht Nesjavisur, das habe daran gelegen, dass Olav freigiebig, Sven aber geizig gewesen sei. Olav war aus England mit größeren Geldmitteln heimgekommen, später hat er sogar eigene Silbermünzen schlagen lassen (es wurden nur zwei davon 1924 gefunden). Sigvat nannte die Trønder Svens Leute; aber Olavs Männer kamen aus Oppland und Hedemark. Olav begann also mit seiner Macht im inneren Ostland. Entgegen der Sagatradition, nach der Olav freiwillig zum König erwählt worden sei und die, die ihn gewählt haben, später einen verräterischen Aufstand angezettelt hätten, berichtet der Skalde Ottar in seinem Høfuðlausn ausführlich über die Kämpfe Olavs:

„Du kämpftest mit den Königen Hedmarks und gabst ihnen, was sie verdienten. Alle flüchteten außer dem, der am weitesten im Norden saß und dem Du die Zunge herausschneiden ließest. Nun herrschst Du über die weiten Gebiete, die vorher fünf Könige innehatten, auch den Osten bis Eidskog. Kein König hatte vorher ein solches Reich.“

Ottar dichtete seinen Text kurz nach 1020 und gab an, dass diese Kämpfe forðum, also vor langer Zeit stattgefunden hätten. Der Kampf fand also statt, bevor er König geworden war. Snorris Darstellungsabsicht des guten und gesetzestreuen Königs führte zu einer Umstellung des Ablaufs: Der Verfasser der Legendarischen Olavssaga lässt Olav sofort nach seiner Landung die Kleinkönige zusammenrufen und sie vor die Wahl stellen, entweder ihre Königswürde niederzulegen und seine Lehnsmänner zu werden, oder getötet zu werden. Die meisten hätten sich gebeugt. Nach diesem Verfasser wollte Olav das Christentum mit allen Mitteln zügig durchsetzen.
Wenn man bedenkt, dass die Schlacht bei Nesjar sich im dänischen Einflussbereich abspielte und Olav früher in England unter dänischen Heerführern gekämpft hatte, ist eine Feindschaft zwischen ihm und dem dänischen König Knut, wie sie Fagrskinna und Snorri in seiner Olavssaga schildern, unwahrscheinlich. In beiden Quellen ist die Gegnerschaft zwischen Knut und Olav ein durchgängiges Motiv. Nach ihnen soll er sogar in England gegen die Dänen gekämpft haben. In der späteren Heimskringla lässt ihn Snorri dann auch auf dänischer Seite kämpfen, allerdings nur in einer unbedeutenden Rolle. Weiterhin lässt er Olav nach dem auf 1008 fehldatierten Tod von Svend Tveskægs sofort und auf Dauer auf die englische, also dänenfeindliche Seite wechseln. Eine genaue Analyse der Quellen ergibt aber, dass Olav ein gutes Verhältnis zu Knut gehabt haben muss, ja dass es wohl eine Absprache zwischen Olav, Knut und Håkon gegeben hat, dass Olav Norwegen erhalten solle und Håkon Jarl in England bleiben würde. Die Überfahrt mit nur zwei Handelsschiffen und die friedliche Aussprache mit Håkon sprechen dafür. Eine solche Absprache zwischen Knut und Olav würde auch erklären, warum Sven 1016 so wenig Unterstützung für die Schlacht bei Nesjar fand.
Was aus Sven geworden ist, sagen die Skalden nicht. Nach den Sagas ist er erst nach Schweden, dann nach Russland gegangen, wo er gestorben sei.
Im Jahre 1024 hielt Olav zusammen mit seinem Bischof Grimkjell, einem Engländer und Neffen des Bischofs Sigvard, der unter Olav Tryggvason Bischof in Norwegen gewesen war, eine Kirchenversammlung in Moster ab, bei der er die Christianisierung des Landes durchsetzte und die Organisation der Kirche in Norwegen festlegte. Die Christianisierung war nach den archäologisch fassbaren Begräbnissitten zu dieser Zeit jedoch bereits weit fortgeschritten. Auch sein späterer Gegner Erlingr Skjálgsson war bereits Christ, wie aus einem Gedenkstein hervorgeht, den ein Priester seinem Herrn Erlingr nach dessen Kampf mit Olav errichtete.

## Der Niedergang
1016 wurde Knut König von England, brauchte aber bis 1020, um sich dort endgültig durchzusetzen. In dieser Zeit der Bindung Knuts an England konnte sich Olav in Norwegen etablieren. Nach 1020 wurde Olav für den dänisch-englischen König allmählich zum Problem. Immerhin waren die vorherigen Könige Dänemarks Oberkönige von Norwegen gewesen. Es gibt eine Strophe von dem Skalden Sigvat, die den Konflikt in dieser Richtung andeutet. Er berichtet, dass der schottische König zu Knut kam und „seinen Kopf“ brachte, d. h., er unterwarf sich als Lehnsmann. Sigvat fährt fort: „Aber Olav übergab seinen Kopf niemals irgendjemandem auf dieser Welt.“ Das klingt sehr danach, dass er dazu aufgefordert worden ist. Sigvat kam um 1025 aus Frankreich nach England, besuchte König Knut und erfuhr dort von dem sich zuspitzenden Konflikt, bevor er nach Norwegen zu Olav weiterreiste, wo er vorübergehend verdächtigt wurde, die Seiten gewechselt zu haben. Da war also der Konflikt bereits voll ausgebrochen. Olav wartete den Angriff Knuts nicht ab, sondern griff Dänemark 1025 oder 1026 in einem Präventivschlag in Seeland an, während der schwedische König Anund Jakob, der Schwager Olavs, von Osten angriff. Denn ein übermächtiger König im Westen war für den schwedischen König eine Bedrohung. Knut kam mit seiner Flotte von England und es kam zu der Schlacht am Helgeå in Schonen, in der Knut siegte. Die Schlacht wird in vielen Quellen erwähnt: Die Skalden Sigvat, Ottar und Tord Sjáreksson und die Angelsächsische Chronik berichten darüber.
Im Zuge dieses Konfliktes knüpfte Knut Verbindungen zu norwegischen Häuptlingen, vor allem zu Håkon Eiriksson und Erlingr Skjálgsson in Sola (bei Stavanger). Erlingr hatte Knut in England vor der Schlacht besucht, und 1027 kam es zum offenen Bruch zwischen ihm und Olav. Erlingr war zweifellos der mächtigste Mann in Norwegen nach dem König, wenn nicht gar genauso mächtig. Er kontrollierte nicht nur Rogaland, sondern auch große Teile von Vestland über verwandtschaftliche Verbindungen und großes persönliches Ansehen.
Auch Olav knüpfte ein Beziehungsnetz, doch waren seine Familienverbindungen auf das innere Ostlandsgebiet begrenzt. Olav gelang es nicht, die mächtige Aristokratie der Westküste an sich zu binden, wie es Knut gelang, als er seine Schwester mit Erlingr Skjálgsson verheiratete. Stattdessen versuchte er, außerhalb dieser mächtigsten Kreise, die sich auf dem Kulminationspunkt ihrer Macht befanden, loyale Anhänger zu gewinnen, was die Aristokratie verärgert haben dürfte. Dies war aber nicht der Grund ihres entschlossenen Vorgehens gegen Olav. Snorri lässt den Konflikt in Norwegen mit einem Streit zwischen Olav und dem Jarl in Trøndelag Asbjørn Sigurdsson beginnen. Dieser habe das Verbot des Königs, Korn nach Nordnorwegen zu verkaufen, als es dort dringend benötigt wurde, missachtet. Der Konflikt habe dazu geführt, dass Asbjørn den königlichen Vogt auf Avaldsnes (bei Haugesund) erschlagen habe. Da Asbjørns Neffe Erlingr Skjálgssons war, wurde dieser in den Konflikt hineingezogen. Nach Snorri kam es aber da noch nicht zu einem Bruch zwischen Erlingr und Olav. Snorris Darstellung hat viele unplausible Elemente, aber es gibt keine anderen zeitgenössischen Quellen darüber.
Fest steht jedenfalls, dass Erlingr in den 1020er Jahren eine Position hatte, an der Olav nicht vorbeikam. Es kam zum offenen Konflikt mit Erlingr, der mit einer Schlacht im Boknfjord endete, die Olav gewann, indem er Erlingr in eine Falle lockte. Die Schlacht soll zur Thomasmesse, also am 21. Dezember 1028 stattgefunden haben. Nach Snorri soll Aslak Fitjaskalle, einer der minderen loyalen Anhänger, die Olav gewonnen hatte, Erlingr getötet haben. Dies soll gegen den Willen Olavs geschehen sein, da Erlingr sich ergeben habe. Nach Sigvat hat Olav ihn selbst erschlagen. Danach scheint es zu einem allgemeinen Abfall von Olav gekommen zu sein, so dass er seine Macht über Norwegen einbüßte.
Sigvat sagt ausdrücklich, dass Englands König ein großes Heer gegen Norwegen sammelte, Olav aber nur wenige Männer und kleine Schiffe hatte. Als Knut nach Norwegen kam, floh Olav von Sunnmøre nach Oppland und Hedmark und weiter nach Osten über Schweden nach Russland und hielt sich in Nowgorod auf. Knut wurde auf allen Thingversammlungen im Lande als norwegischem König gehuldigt. Die Überlieferung führt den Niedergang Olavs darauf zurück, dass Knut mit großen Geldbeträgen die norwegischen Aristokraten gekauft habe. Damit wurde der Verrat an Olav begründet. Wahrscheinlicher ist es, dass neben dem Geld auch der Wunsch, Olav loszuwerden, eine Rolle spielte. Hinzu kamen alte Loyalitäten zwischen den Ladejarlen und den dänischen Königen.

## Das Ende
Knut hielt sich nicht lange in Norwegen auf, sondern kehrte alsbald nach England zurück, nachdem er seinem Neffen Håkon Jarl die Regierung Norwegens übertragen hatte. Dessen Vorfahren hatten bereits diese Würde unter Harald Blåtand und Svend Tveskæg innegehabt. Aus unbekannten Gründen fuhr Håkon Jarl nach England zu Knut, kam aber bei seiner Rückkehr auf der Nordsee um. Damit gab es in Norwegen keinen König und keinen Jarl. Dieses plötzliche Machtvakuum gedachte Olav auszunutzen.
Er kehrte Anfang 1030 über Uppsala, wo er 400 Mann von seinem Schwager König Anund Jakob zur Unterstützung zugeteilt bekam, nach Norwegen zurück, beließ aber seinen sechsjährigen Sohn Magnus in Nowgorod. Zunächst kam er nach Oppland, wo sich ihm sein Halbbruder Harald Sigurdsson anschloss. Die gut ausgebildete schwedische Abteilung war wohl die Kerntruppe seines Heeres. Aber das war zu wenig. Olav zog nach Verdal in Trøndelag. Inzwischen sammelten die Gegner ihre Kräfte. In Stiklestad traf das Bauernheer auf den König. Den Vorschlag, bei der gewaltigen Übermacht des Bauernheeres Inner-Trøndelag niederzubrennen und so Panik im Bauernheer zu erzeugen, befolgte Olav nicht. So kam es am 29. Juli 1030 zur Schlacht von Stiklestad. Das Datum wurde in neuerer Zeit in Zweifel gezogen, weil die Skalden von einer Sonnenfinsternis am Tage der Schlacht berichten, die sich aber erst am 31. August ereignete. Aber man muss berücksichtigen, dass der Bericht erst 1040 abgefasst wurde und es sich nicht um eine astronomische Sonnenfinsternis gehandelt haben muss, sondern auch eine legendarische gewesen sein kann, da die Legendenbildung bereits eingesetzt hatte. Eine Nachbildung der biblischen Sonnenfinsternis bei Christi Tod ist durchaus plausibel.

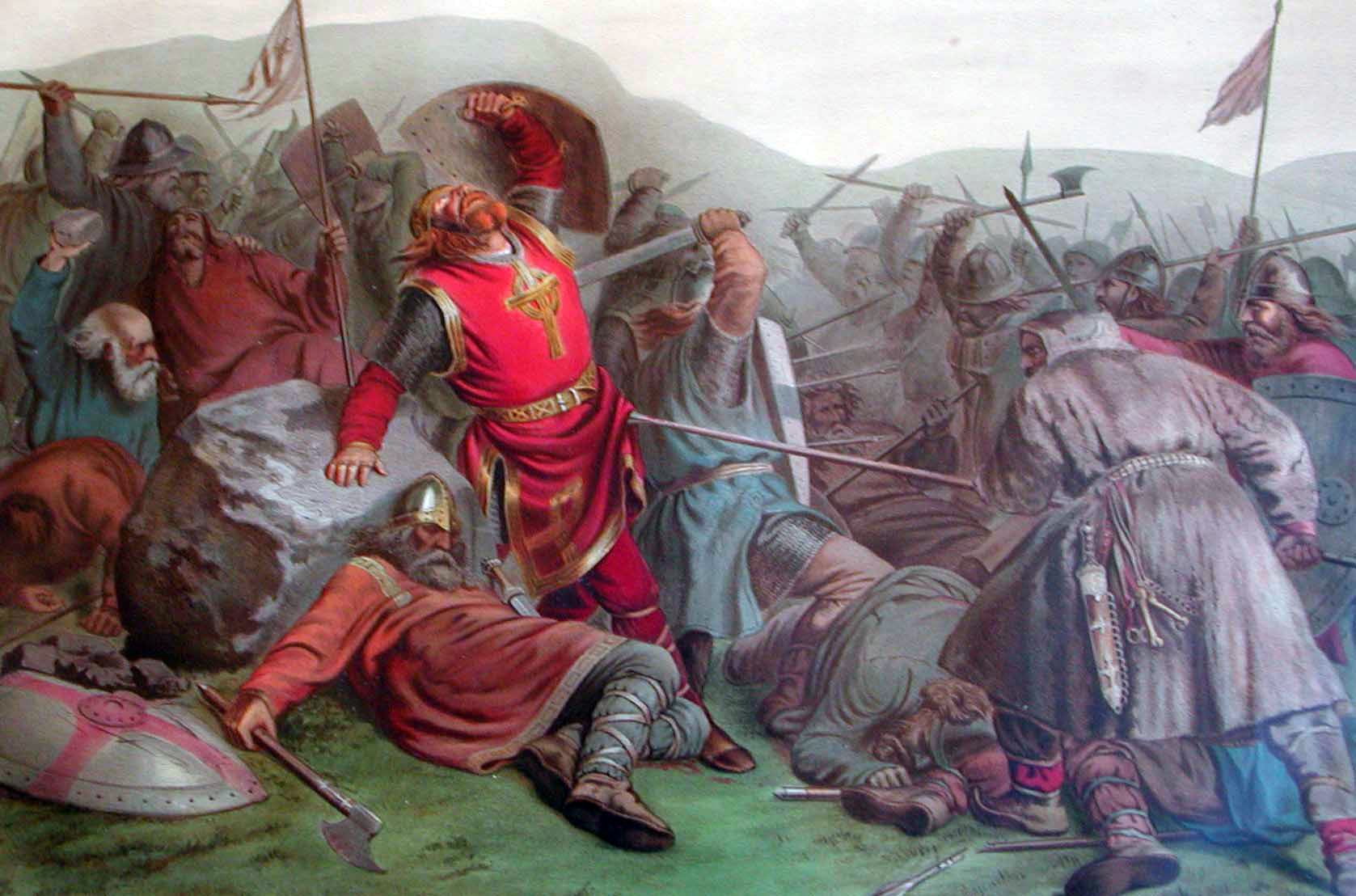
Tod Olavs des Heiligen (Gemälde von Peter Nicolai Arbo, 1859)

Nach den Berichten werden drei Personen mit seinem Tod in Verbindung gebracht: Thorstein Knarresmed hieb ihm oberhalb des Knies ins Bein, Tore Hund stieß mit dem Speer in seinen Leib und Kalv Arnesson hieb ihm seitlich in den Hals, was seinen Tod herbeiführte. Kalv Arnesson wird daher als der eigentliche Mörder des Königs bezeichnet.
Es hat viele unterschiedliche Erklärungsversuche für das Verhalten der Bauern aus Trøndelag gegeben, die aber allesamt nicht ganz befriedigen. Einigkeit besteht nur darüber, dass die zur Verfügung stehenden Quellen die wahren Gründe nicht wiedergeben, weder dass hier Heiden gegen das Christentum kämpften, noch dass hier von Knut gekaufte Bauern einen verbrecherischen Aufstand gegen ihren König verübten. Man hat Klassenkampfthesen bemüht, dass sich der König mit den Bauern gegen die Aristokratie verbündet habe. Wieso sich dann die Bauern gegen ihn gewandt haben sollen, ist nicht plausibel. Man hat auch einfach Rachegedanken der Bauern wegen früherer Feldzüge des Königs in Trøndelag vermutet.
Es gibt einen neueren Erklärungsversuch für das Vorgehen der Bauern aus Trøndelag, wobei spätere Verhältnisse herangezogen werden: Die Sagas nennen 16 trøndersche Grundherrschaften, die irgendwann in der Zeit zwischen Håkon dem Guten und Olav dem Heiligen Zentren des Widerstandes gegen das neue Königtum waren. Im Hochmittelalter waren 15 dieser Grundherrschaften königlicher Besitz. Das bedeutet, dass sie sich ein früherer König angeeignet haben muss. Harald Hårfagre hatte angeblich alles Land zu Königsgut erklärt, was sein Nachfolger rückgängig gemacht haben soll. Unter dessen Nachfolgern wurden Widerstände oft dadurch gebrochen, dass den Gegnern die wirtschaftliche Grundlage durch Konfiskation entzogen wurde. Im Frostathingslov IV, 50., das in Trøndelag galt, befindet sich in einer Redaktion des 13. Jahrhunderts der ungewöhnliche „Widerstandsparagraf“:
Kein Mann darf einen anderen Mann überfallen, weder der König noch ein anderer. Aber wenn dies der König tut, dann soll der Kriegspfeil (das Zeichen zur Mobilmachung) ausgesendet werden. Der soll in alle acht Bezirke gesandt werden, und die Bauern sollen gegen den König ziehen und ihn töten, wenn sie können. Doch wenn der König davonkommt, dann darf er niemals mehr ins Land zurückkommen. Wer nicht gegen ihn ziehen will, muss drei Mark bezahlen, genauso der, der den Pfeil nicht weitergibt.
Damit wäre auch die Besonderheit der Schlacht zu erklären, nämlich dass sie nicht wie üblich zwischen aristokratischen Heerführern, sondern zwischen einem König und Bauern ausgetragen wurde. Gleiche Vorschriften gibt es gegen Jarle und Lehnsmänner. Dieses Gesetz wurde erstmals im 11. Jahrhundert verschriftlicht. Es ist nicht genau bestimmbar, aus welcher Zeit diese Vorschrift stammt, aber alles deutet auf eine Zeit kurz vor oder zu Zeiten Olavs. Diese Bestimmung passt ziemlich genau auf die Vorgänge am Ende seiner Regierungszeit: Erst musste der König außer Landes gehen, und als er zurückkam, erschlugen ihn die Bauern aus Trøndelag. Dann aber kann man vermuten, dass Olav in früherer Zeit gegen die Widerstände in Trøndelag vorgegangen ist und dort die Ländereien der Gegner konfisziert hat. Denn man darf davon ausgehen, dass er für sein Vorgehen in Trøndelag nicht die Zustimmung des Things fand, so dass die Enteignung rechtswidrig erscheinen musste. Dies würde auch den wertenden Einschub Sigvats in sein Gedenkgedicht über Olav über die beiden Heere bei der Schlachtbeschreibung erklären: frýk hvorungi = „keiner von beiden ist zu tadeln“. Bei einem Gedicht über seinen besten Freund muss das Verständnis für dessen Feinde auffallen.
Was mit seinem Leichnam geschah, ist nicht genau bekannt. Der Bauer Þorgils von Stiklestad und seine Söhne sollen ihn geborgen und später nach Nidaros gebracht haben (siehe: Nidarosdom).

## Heiligenverehrung

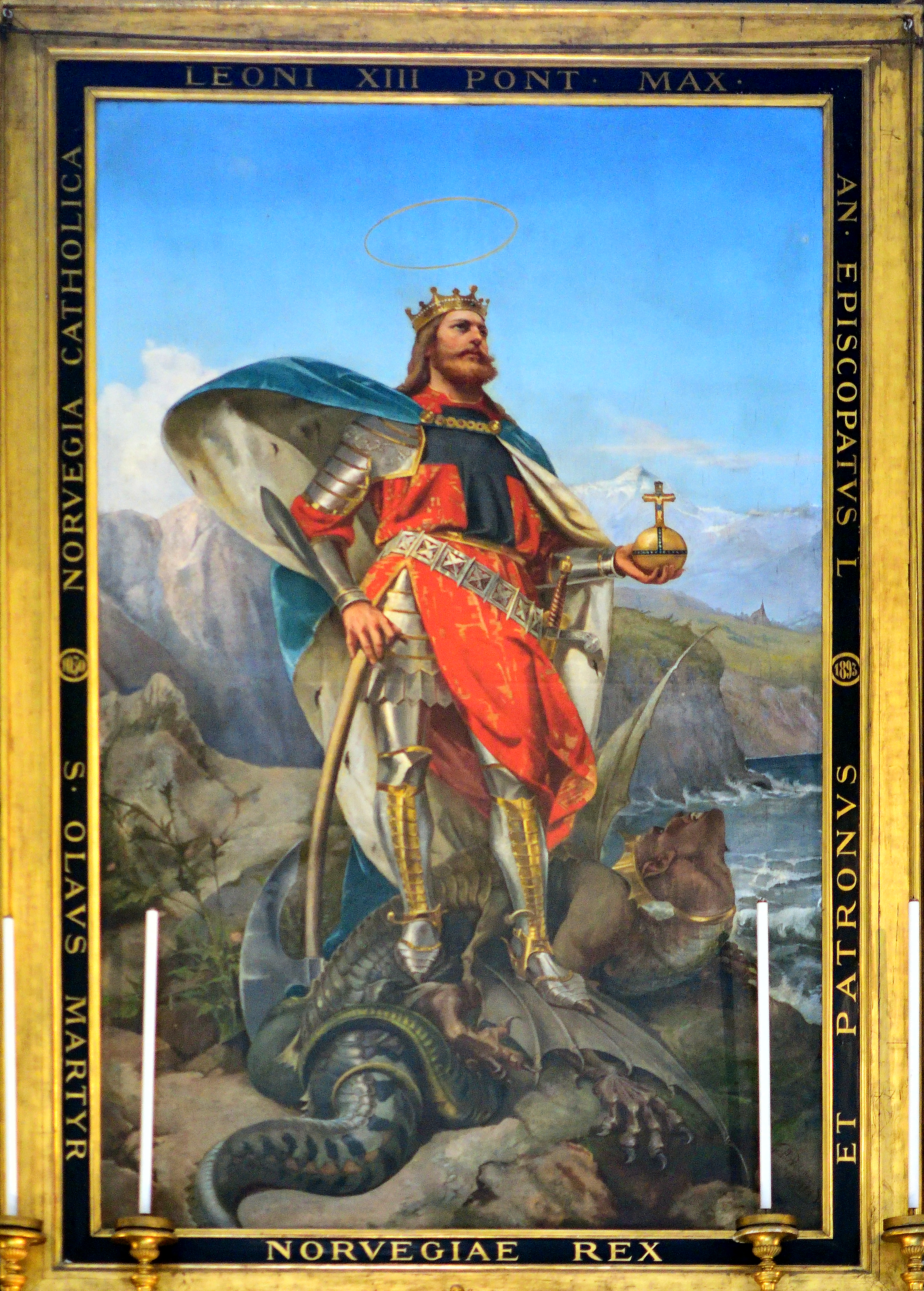
Der Heilige Olaf von Norwegen. Ein Gemälde von Pius Welonsky (1893), das sich in der Kirche Santi Ambrogio e Carlo in Rom befindet.

Bald nach seinem Tod wurde Olav zu einem Märtyrer stilisiert. Es gibt keine Information darüber, wie er ein Heiliger wurde. Sicher ist nur, dass es sehr rasch ging. Sigvats Erfidrápa von 1040 berichtet bereits von einer Olavsmesse, einem Heiligenschrein und von Wundern an seiner Leiche unmittelbar nach seinem Tod. Aus den Sagas geht hervor, dass auch seine Widersacher unmittelbar nach seinem Tod seine Heiligkeit erkannten.
Der Olavskult breitete sich rasch über Skandinavien aus. Aus der Zeit unmittelbar nach seinem Tod sind etwa 400 ihm geweihte Kirchen in Skandinavien bekannt, davon allein 100 in Schweden. Hinzu kommen die Olavsaltäre in anderen Kirchen.
In den 60er Jahren des 11. Jh. findet sich in England bereits der liturgische Text einer Olavsmesse im Red Book of Darley aus dem Bistum Sherborne (England), welches bereits fast die gleichen Gebete enthält, die später im Missale Nidarosiense von 1519 zu finden sind, und auch in einem Brevier, das von Bischof Leofric von Exeter seiner Kirche geschenkt worden war (The Leofric Collectar), in welchem Olavs gedacht wird.

### Kult in Norwegen
Snorri gibt in seinem Bestreben, die Geschichte nach einem profanen und politischen Plan ablaufen zu lassen, als einziger der Heiligsprechung eine staatsrechtliche Form: Var þá biskups atkvæði og konungs samþykki og dómur allsherjar að Ólafur væri sannheilagur. („Da kamen des Bischofs Erklärung, des Königs (Svein) Zustimmung und des Volkes Entscheidung, dass König Olav heilig sei“). Daraufhin wurde er in einen Schrein gelegt und dieser auf dem Hochaltar der Klemenskirche in Nidaros aufgestellt. Das soll am 3. August 1031 geschehen sein. Damit legt er den Grundstein für seine weitere Darstellung der religiös-politischen Entwicklung. Wenn er damit auch die richtige Linie gesehen hat, so dürfte seine Darstellung nicht den Tatsachen entsprechen. Zwar ist der Tag wohl richtig, denn sein Festtag knüpft an ebendiese Translatio an. Aber dass König Svein diese Heiligsprechung für gut befunden haben sollte, und erst recht, dass der in Nidaros damals ansässige dänische Bischof Sigurd, der gegen Olav in Stiklestad gehetzt hatte, diese Entwicklung gebilligt haben soll, ist nicht glaubwürdig, so dass sie eher nach Sveins Vertreibung 1034 oder 1035 anzusetzen ist. Das Interesse der Kirche lag allerdings in einer möglichst frühen, also rückdatierten Heiligsprechung. Auch das Volk dürfte dabei kaum eine Rolle gespielt haben. Der Heiligenkult ist für diese Zeit in Skandinavien nicht nachzuweisen. Es gibt aus der Missionszeit manche Runeninschriften mit Gebeten zu Gott für einen Toten, aber keine Fürbittgebete an Heilige. Olavs Bischof Grimkjel kam aber von England, wo es heilige Könige bereits gab. Diese gaben ihren Erben eine besondere Legitimität eines göttlich sanktionierten Königsheils, was dynastischen Bestrebungen entgegenkam. Das Grab Olavs wurde bald zur großen Pilgerstätte, von der bereits Adam von Bremen für die 1070er Jahre berichtet.
Um 1030 begann die norwegische Kirche die Olavsmesse zu feiern. In dieser Messe wurde auch das Leben und Sterben Olavs geschildert sowie die Wunder, die auf ihn zurückgeführt wurden, erwähnt. Bei Sigvad skald finden sich einige. Der Skald Einar Skúlason berichtete 1150 in seinem Gedicht Geisli bereits 14 Wunder. Die Liturgie war stark von der englischen Tradition geprägt, die bereits weit in der Geschichte zurückging. Olav wurde so auch zum Vorbild für Knut den Heiligen in Dänemark und Erik den Heiligen in Schweden.
Bald setzte auch ein ausgeprägtes Pilgerwesen ein, das an seinem Festtag seinen Höhepunkt erreichte. Wie an allen großen Wallfahrtsorten wurden auch in Nidaros Pilgerzeichen zum Beleg, dass ein Gläubiger tatsächlich dort gewesen war, ausgegeben. Es sind archäologisch acht verschiedene Marken nachgewiesen, die meist aus einer Blei-Zinn-Legierung bestanden und mit Hilfe von Modeln, deren Relief den sitzenden König abbildete, hergestellt wurden.

### Kult in Dänemark
Auch in Dänemark sind im Mittelalter viele Kirchen dem hl. Olav geweiht worden. Man geht heute davon aus, dass dies auf Betreiben seines Sohnes Magnus geschah, der auch König Dänemarks war und gegen die Wenden kämpfte. Das gilt auch für den Südteil Schwedens, der damals zu Dänemark gehörte. Das Siegel des Domkapitels in Lund hatte ein Bild des hl. Olav im Zentrum. Später wurde der hl. Olav als Kirchenpatron hin und wieder von Knut dem Heiligen (in Odense) oder Knut Lavard (in Ringsted) verdrängt. In der Zeit der Kalmarer Union kam es dann zum Dreikönigskult, in welchem zum hl. Olav noch Knut der Heilige und Erik der Heilige von Uppsala hinzukamen. In Reval (Tallinn) wurde von den dänischen Eroberern die Olaikirche dem hl. Olav geweiht. Auch gab es dort ein Olavsfest.

### Kult in Island
Auch in Island übte der Olavskult einen großen Einfluss aus. Einar Skúlason, ein Häuptling aus Westisland, verfasste das Gedicht Geisli, das anlässlich der Errichtung des Erzbischofsstuhles in Nidaros vor dem Erzbischof Jón Birgisson vorgetragen wurde und auf Olav Bezug nahm. 72 Kirchen in Island hatten Olav zum Schutzheiligen, 30 waren ihm geweiht und nach ihm benannt. Damit rangierte er an dritter Stelle hinter der Jungfrau Maria und dem Apostel Petrus. Ein Pergament aus dem 14. Jahrhundert schildert die Abfolge eines Olavsfestes, das offenbar durchaus sehr unchristliche Züge aufwies. Denn die Teilnehmer werden vor Streitereien und Schlägereien gewarnt und ermahnt, sich nicht mit Prahlereien von Kampfestaten hervorzutun. Auch der Neffe Snorri Sturlusons, Sturla Þórðarson, gibt eine Schilderung des burlesken Olavsfestes, welches in jedem Sommer abgehalten wurde, wenn nicht gerade ein Hungerjahr war. Das Fest soll sieben Nächte gedauert haben. Aber Wundergeschichten und Gedichte über ihn sind in Island selten. Vielmehr dominiert der Prosatext der Heimskringla, der den König keineswegs als vorbildlichen Christen schildert. Daraus ergibt sich eine gespaltene Sicht auf Olav: Die kirchliche Kunst und der kirchliche Kult betrifft eine andere Olavsgestalt als die der Literatur. Denn diese entstand zu einer Zeit der Auseinandersetzung mit der Königsmacht um die Freiheit Islands. Sie war zunächst von Olav Tryggvason bedroht, der die Annahme des Christentums auf dem Allthing maßgeblich beeinflusste. Olav Haraldsson ging einen etwas diplomatischeren Weg, aber verfolgte das gleiche Ziel der Unterwerfung Islands. Daher ist nicht verwunderlich, dass das Interesse der damaligen Geschichtsschreibung an dem Heiligenmythos Olavs fehlte.

### Kult auf den Färöern

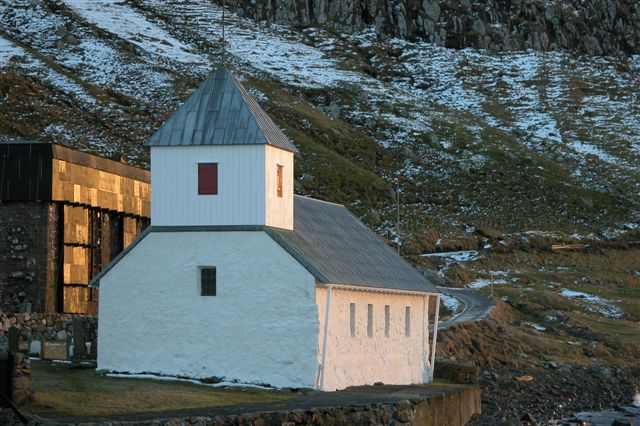
Sankt-Olav-Kirche in Kirkjubøur

Die Sankt-Olav-Kirche in Kirkjubøur wurde um 1250 gebaut und ist das älteste erhaltene und noch genutzte Kirchengebäude des Landes.
Sein Todestag wird noch heute als Nationalfeiertag (Ólavsøka) begangen.

### Kult in Finnland
In Finnland konzentrieren sich die mittelalterlichen Kirchen und Kunstwerke, die auf Olav den Heiligen Bezug nehmen, auf den Südwesten des Landes und die Ålandinseln. Die meisten ihm geweihten Kirchen befinden sich in der Landschaft Satakunta. Darüber hinaus wurde an der östlichen Grenze Schwedens in Savonlinna eine Burg gebaut, die bald dem heiligen Olav gewidmet wurde. Der ursprüngliche Name der Burg Olavinlinna war Castrum novum. Auch in der Burg von Wyborg, die sich in Karelien befindet, ist der Hauptturm nach dem heiligen Olav benannt. Der Kult war vor allem wegen der Besiedlung stärker an der südwestlichen Küste als im Inland, und in Lappland fehlt jeglicher Hinweis auf Olav. Es handelt sich dabei um die alten Verbindungswege nach Schweden und die Handelsrouten an der Küste und ins Inland. Die Olavskulpturen sind teilweise im Inland und Gotland angefertigt, zu großen Teilen aber auch aus Schweden und Deutschland importiert, wobei man Lübeck als Hauptherstellungsort betrachtet. Dabei war die Hanse im Verein mit dem Dominikanerorden eine besondere Triebkraft. Olav wurde auch zur Stärkung der nordischen Identität als Gegengewicht zum russischen Einfluss im Osten und zum mit ihm verbundenen orthodoxen Christentum eingesetzt, insbesondere auf Betreiben des katholischen Bischofs in Åbo-Stift. Daher tritt in den Darstellungen im Grenzgebiet häufiger kriegerische Rüstung auf.

### Kult in der Kiewer Rus
Im Gotenhof, der Handelsniederlassung gotländischer Kaufleute in Nowgorod, gab es spätestens um 1100 eine Olavkirche. Auch in Ladoga, einer der ältesten Warägersiedlungen der Rus, gab es eine Olavkirche.

### Neuzeit
Erst in den 1890er Jahren bekam das Olavsfest neuen Aufschwung. Hier stand die religiöse Erneuerung im Vordergrund. Der Grundtvigianer Christopher Bruun wollte einen Gottesdienst in der Domkirche halten, was ihm der Dompropst abschlug. Daraufhin hielt Bjørnstjerne Bjørnson vor ca. 6000 Menschen in Ilevållen eine große Rede. 1997 wurde zum 1000-Jahr-Jubiläum am 29. Juli erstmals ein ökumenischer Gottesdienst vom Bischof in Nidaros Finn Wagle, der Bischöfin Sofie Pedersen aus Grönland, dem Bischof David Tustin aus Grimsby (England), dem baptistischen Pastor Tor Rønneberg, der Pfingstler-Pastorin Marit Landrø, dem Metropoliten von Moskau, Kyrill, und dem Kardinal Cassidy aus Rom gefeiert. Seitdem finden die Olavstage jährlich Anfang Juli statt.

## Literarische Darstellungen

### Legenden
Die Gestalt Olavs ist hinter den Sagen und Legenden nur schwer fassbar. In den Legenden ist er der Repräsentant des Christentums, der die Trolle und Teufel vertrieb und Wunder vollbrachte.
Viele Kirchen führen in ihrer Legende ihren Bau auf Olav zurück, oft in der Weise, dass er einen Troll dazu bewog. Für die Olavskirche auf Avaldsnes (Karmøy gegenüber Haugesund) wird die gleiche Geschichte erzählt, wie sie für den Dom von Lund berichtet wird und das Rumpelstilzchen-Motiv verwendet: Er schließt mit dem Troll Sigg einen Vertrag ab, dass dieser ihm die Kirche baue und, falls der König nicht bis zur Fertigstellung seinen Namen errate, der Troll das Leben des Königs erhalte. Der König belauscht zufällig die Frau des Trolls, erfährt den Namen und ruft den Troll beim Namen. Als der seinen Namen hörte und damit seinen Lohn verlor, stürzte er vornüber. Sein Kopf wurde zu dem Stein, der neben der Kirchenwand liegt.
Auch viele Ätiologien sind mit Olav verknüpft, so etwa die das Aussehen besonderer Felsformationen. Auch Täler werden darauf zurückgeführt, dass er mit einem Schiff zwischen den Bergen über Land fuhr. Diese Legenden haben mit der historischen Gestalt nichts zu tun.
Die mittelalterlichen Verfasser mussten sich entscheiden, ob sie über den Heiligen oder den König schrieben. Die kirchlichen Schriftsteller beschrieben Olav natürlich als Heiligen, und sie waren die frühesten. Als später auch der historische König Gegenstand der Saga wurde, hatten deren Verfasser das Problem, die bereits vorhandenen Texte kritisch zu prüfen. Daraus entstanden verschiedene Olavsbilder und auch Geschehensabläufe, zum Beispiel die Frage, ob Olav in der Schlacht bei Stikklestad bewaffnet oder unbewaffnet war.

### Heiligenlegenden
Der älteste Bericht über den Tod Olavs findet sich in einem englischen Officium aus dem 11. Jahrhundert, in welchem neben den kirchlichen Festgebeten auch kleine Lesestücke eingestreut sind. Dort heißt es, Olav sei waffenlos gewesen und statt eines gewöhnlichen Schwertes habe er des Glaubens Schild und Schwert getragen, wie es Paulus im Epheserbrief forderte. Das Gleiche ist in jüngeren altnorwegischen religiösen Texten zu lesen. In einer anderen legendarischen Saga wird gesagt, er habe ein Schwert getragen, aber weder Helm noch Brünne. Als er verwundet wurde, habe er das Schwert von sich geworfen und für seine Feinde gebetet. Man kann nicht davon ausgehen, dass die Verfasser tatsächlich meinten, der König sei unbewaffnet in seine größte Schlacht gezogen. Hier wird der Heilige geschildert, und die frommen Verfasser erzählten nicht das, was gewesen ist, sondern die hinter dem Geschehen geglaubte Wirklichkeit. Sie legten ihm also die Attribute bei, die zu einem heiligen Märtyrer gehörten.
Dieses Stereotyp übernahm die um 1170 auf Latein verfasste Passio Olavi. Der persönliche Freund Olavs, Sigvad skald, beschrieb die Schlacht um 1040 in seinem Gedenkgedicht Erfidrápa, das im 12. Jahrhundert verschriftlicht wurde. Darin wird geschildert, wie der König in seiner Brünne mit dem Schwert kämpft. Snorri, der den König und nicht den Heiligen schilderte, hat sich an ihn gehalten und die königliche Prachtrüstung beschrieben.
Die „offizielle“ Heiligenvita, die lateinische Passio Olavi, verwendet in der gedruckten Ausgabe nur 7 Seiten auf die Lebensbeschreibung, aber um die 59 Seiten auf die Wunder. Die meisten Wunder haben Heilungen zum Gegenstand. Die vielen Olavsquellen im Lande sind Abbilder der Olavsquelle im Dom zu Trondheim. Manche Olavsquelle mag ursprünglich eine heidnische heilige Quelle gewesen sein.

### Sagas
Die Saga befasste sich im Gegensatz zur Legende mit dem profanen König Olav. Seine Zeit als Wiking wurde ebenso berücksichtigt wie seine politischen Taten als König. Allerdings konnte auch der Sagaverfasser nicht ganz vom Status des Heiligen absehen.
Die älteste weltliche Quelle über Olav waren die Anfang des 12. Jahrhunderts geschriebenen kurzen Königschroniken. Die älteste zusammenhängende Saga war eine im Þingeyrarkloster in Island zwischen 1160 und 1180 niedergeschriebene Olavsaga, von der noch ganz kleine Fragmente erhalten sind, als Buchrücken für Rechnungsbücher für den Zeitraum 1638 bis 1641, entdeckt im norwegischen Reichsarchiv.
Davon abgeleitet wird eine „Mittlere Saga“, die vollständig verloren ist. Von ihr abgeleitet ist die älteste legendarische Saga, die um 1200 verfasst wurde und so genannt wird, weil in ihr die meiste mündliche Legendenüberlieferung verarbeitet worden ist. Ebenso wurde sie in der verloren gegangenen Lífssaga Óláfs hins helga von Styrme Káresson (um 1220) benutzt.
Diese wiederum floss zusammen mit der legendarischen Saga in die Saga Óláfs konungs hins helga des Snorri Sturluson und in die Fagrskinna (ebenfalls um 1220). Diese beiden wurden wiederum 1230 in Snorris Heimskringla verarbeitet.
Abgesehen von den zeitgenössischen Skaldendichtungen bietet die gesamte Überlieferung ein verzerrtes Bild von Olavs Gegnern. In den kirchlichen Quellen sind sie Feinde Vertreter des Bösen, Teufelsdiener, Übeltäter und treulose Verräter. Das wussten auch die Sagaverfasser und vermieden solche Wortwahl. Adam von Bremen legt zwar auch Gewicht auf die Gegnerschaft zwischen Olav und Knut den Mächtigen, aber er schreibt auch über den Aufstand der norwegischen Häuptlinge, dass diese sich gegen Olav wandten, weil er deren Frauen wegen Zauberei habe umbringen lassen. Dieser Gesichtspunkt ist eine historisierende Übernahme der kirchlichen Verteufelung von Olavs Gegnern. Noch weiter abgeschwächt findet sich dieser Zug in der Erklärung Snorris, Olavs Mörder Tore Hund habe sich Zaubermittel für 12 Männer verschafft, die sie praktisch unverwundbar machten. Bei der Schlachtbeschreibung lässt er dann Tore mit 11 Männern in der ersten Reihe gegen Olav kämpfen, ohne allerdings an dieser Stelle die Zaubermittel zu erwähnen. Snorri rechtfertigt Olav nicht religiös, sondern politisch.
In der lateinischen Biographie ist das Ziel Olavs bei seiner Heimkehr nach Norwegen beschrieben als Sorge für des Landes Zukunft. Er wolle durch Gesetze des Adels Willkür zähmen und die Schwachen vor deren Willkür schützen.
Demgegenüber legt Snorri Olav nach seiner Heimkehr aus England eine programmatische Rede in den Mund, die gleichzeitig die Darstellungsleitlinie Snorris enthält:
„… Ausländer herrschen über mein Eigentum, das früher mein Vater besaß und vor ihm mein Großvater und davor einer vor dem anderen meines Geschlechts und für das ich als gesetzlicher Erbe geboren wurde. Und nicht einmal damit sind sie zufrieden; denn sie haben allmählich alles genommen, was uns Verwandten gehörte, die wir von König Harald Hørfagre in gerader Linie abstammen. Manchen von uns haben sie einiges gelassen, anderen gar nichts. Nun möchte ich euch mitteilen, was ich seit langem bei mir erwogen habe, nämlich, dass ich Anspruch auf mein Vatererbe erheben will und dass ich weder den Dänenkönig noch den Schwedenkönig aufsuchen will und sie nicht um etwas bitten will, obgleich sie seit einiger Zeit zu ihrem Eigentum erklären, was Harald Hårfagre als sein Erbe hinterließ. Vielmehr will ich mein Erbe mit des Schwertes Spitze erobern und dazu meine Verwandtschaft und meine Freunde und alle, die zu mir halten, um Unterstützung ersuchen. Und so denke ich diesen Anspruch geltend zu machen, dass nur zweierlei geschehen kann: Entweder werde ich wieder das ganze Reich erhalten und beherrschen, dass jene sich durch die Erschlagung meines Verwandten Olav Tryggvasons aneigneten, oder ich werde auf dem Erbe meines Geschlechtes fallen.“
Hier wird offenbar der religiöse Gesichtspunkt durch den nationalen und dynastischen Gesichtspunkt ersetzt. Eine weitere Leitlinie bringt Snorri: Seine Darstellung ist die des „gerechten Königs“, die er in der Entgegensetzung zweier Herrschertraditionen in der Nachfolge Harald Hårfagres darstellt. Programmatisch kommt dieser Gesichtspunkt in der Rede Røreks, eines Kleinkönigs aus dem Osten, vor seinen Mitkönigen kurz vor der Wahl Olavs zum König von Norwegen zum Ausdruck. Dort warnt Rørek seine Mitkönige, Olav die Königsherrschaft zu übertragen, indem er ihnen vor Augen stellt, dass zwar Håkon der Gute durch eine vorsichtige rechtsgebundene Herrschaftsausübung in Ordnung gewesen sei, aber Harald Hårfagre, Erik Blodøks und die Erikssöhne, sobald sie Alleinherrscher geworden seien, zu unerträglichen Tyrannen mutiert seien. Und das sei auch bei Olav zu erwarten. Snorri lässt nun Olav eine vorsichtige Regierungsweise angedeihen und immer für ein gutes Verhältnis zu den Bauern suchen. Bei Snorri erobert Olav seine Macht nicht militärisch, sondern durch die allgemeine Zustimmung bei der Königswahl. So wird Olav der moralisch Überlegene, und seine Kämpfe richten sich gegen gesetzesbrecherische und aufrührerische Kleinkönige, die ihn vorher ja gewählt haben sollen. Damit erhält Olav die Rechtfertigung zur gewaltsamen Niederschlagung des Widerstandes. Auch die Unterstützung des dänischen Königs Knut durch die Abtrünnigen wird damit unrechtmäßig.

### Skaldenlieder
Eine zuverlässigere Sicht auf Olav bieten die zeitgenössischen Skaldenlieder. Sie sind in den Sagas in vielen Strophen zitiert. In Olavs Gefolge befand sich eine Reihe isländischer Skalden. Drei von ihnen, Gissur Gullbráskald, Torfinn Munn und Tormod Kolbrunarskald, begleiteten ihn auf seiner Flucht nach Kiew. Alle drei fielen in der Schlacht von Stiklestad. Von ihnen ist im Gegensatz zu Óttarr svarti und Sigvat Tordsson nicht viel überliefert.

## Politische Nachwirkung
Es ist erstaunlich, welche Bedeutung Olav in Anbetracht seiner kurzen Regierungszeit in der Nachwelt erhalten hat. Es ist also fraglich, ob seine Bedeutung zu Lebzeiten seiner Bedeutung nach seinem Tode entspricht. Zunächst ist festzustellen, dass seine Regierungszeit gegen Ende des Prozesses zur Reichseinigung, den man von 995 bis ca. 1050 ansetzen kann, liegt. Unter ihm wurde die norwegische Kirche als Institution etabliert. Das Land erhielt ein Königtum, das schon entwickelter war als zu Zeiten Harald Hårfagres. Dazu haben aber sicher auch Olav Tryggvason und Knut der Große beigetragen. Vieles, was er in Gang setzte, kam erst unter Magnus dem Guten und Harald Hardråde zur Vollendung. Aber selbst beim Kirchenaufbau stellt sich die Frage, ob seine Initiative so epochal war, wie die Quellen sie darstellen, oder ob er nicht vielmehr nur einen Schritt zu den Schritten seiner Vorgänger hinzugefügt hat. Immerhin ist festzuhalten, dass sein Untergang nichts mit der Einführung des Christentums zu tun hatte, er historisch kein Märtyrer war. Vielmehr war das Land im Wesentlichen bereits christianisiert. Er konnte daher leicht bereits in den ersten Regierungsjahren die Überreste des Heidentums tilgen. Sein Widersacher Erlingr war selbst Christ. Das vollständige Ausbleiben jeglicher heidnischer Reaktion nach seinem Tode belegt hinreichend, dass es keine Konfrontation zwischen Heidentum und Christentum mehr gab. Das Bedürfnis der Kirche, einen königlichen Märtyrer als Landesheiligen aufzubauen, hat zu dieser nachträglichen Darstellung geführt. Auch seine Darstellung als milder und gerechter König dürfte übertrieben sein, wenngleich Olav bereits zum Wikinger-Menschenbild des kämpfenden Mannes auf Distanz gegangen sein mag, als er bei seinem Aufenthalt in der Normandie sah, wie Kirche und Herzog Hand in Hand die Zersplitterung und Auflösung des Landes erfolgreich bekämpft hatten. Aber der räuberische Einfall in Dänemark in Abwesenheit Knuts zeigt, dass er sich von der Vergangenheit noch nicht vollständig gelöst hatte.
Er hat entgegen vielen Darstellungen auch das Lehnswesen nicht eingeführt. Es ist überhaupt zweifelhaft, ob er überhaupt Lehnsleute hatte. Die Skalden verwenden den Ausdruck lendrmaðr so gut wie nicht. Sie sprechen durchweg von Hersen. Sigvat wendet ihn auf seinen Widersacher Erlingr Skjaldsson an, den mächtigsten Mann nach dem König. Die endgültige Mediatisierung der Adelsgeschlechter und ihre Einbindung in Reichshierarchie geschah erst später.
Bereits unter seinem Nachfolger Magnus wurde die Vorstellung entwickelt, dass Olav sowohl mit der Dynastie als auch mit dem Land aufs engste verknüpft bleiben müsse. Bald wurden Gedichte verfasst, nach denen die späteren Könige ihre Macht von Olav dem Heiligen erhalten. Stein Herdisson dichtete 1070 für den König Olav Kyrre und seinen Widersacher, den dänischen König Sven Estridsson:
An Sven will nicht
der kampfstarke Fürst sein Erbland geben
solange er sitzt in Kaupang
wo der heilige König weilt.
Seinem Geschlecht will Olav gönnen
die Macht in ganz Norwegen.
Hier darf Ulvs Sohn (= Sven) nicht
sich Erbe nennen.
Mitte des 12. Jahrhunderts wurde daraus ein staatsrechtlicher Grundsatz mit dem heiligen König als Rex Perpetuus Norvegiae.
1847 wurde von König Oskar I. der Sankt-Olav-Orden als „Auszeichnung für hervorragende Verdienste um das Vaterland und die Menschheit“ gestiftet.
1874 gründeten norwegische Einwanderer das St. Olaf College in Northfield, Minnesota.
Die 1903 gegründete Freimaurerloge St. Johanneslogen St. Olaus til de tre Søiler trägt seinen Namen.
Ein dem Andenken König Olavs gewidmeter Pilgerweg, der „Olavsweg“, wurde 2010 als Kulturroute des Europarats zertifiziert. Der Weg verläuft von Oslo nach Trondheim.

## Bildliche mittelalterliche Darstellungen

### Themen aus den Olavslegenden

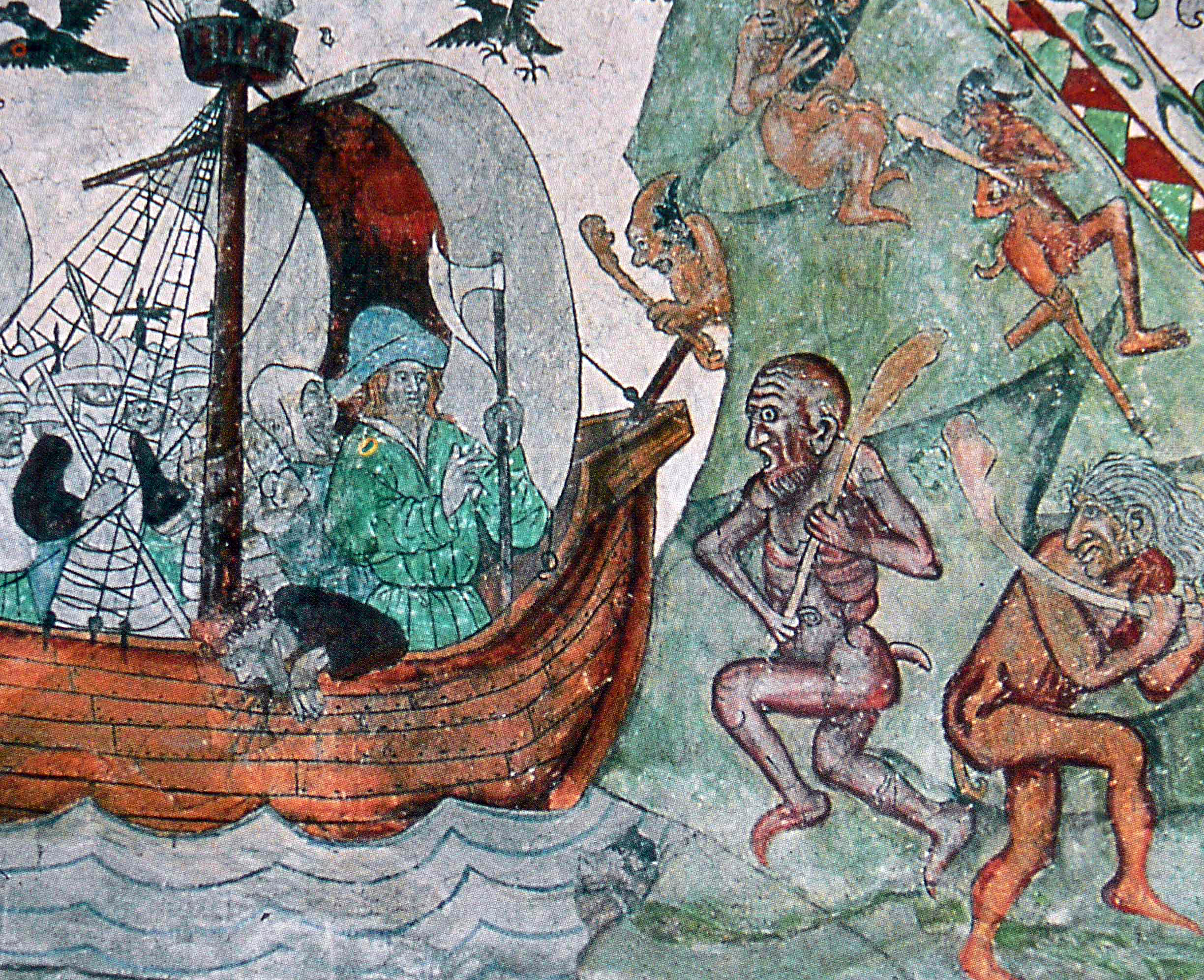
Olav verwandelt Trolle in Stein.
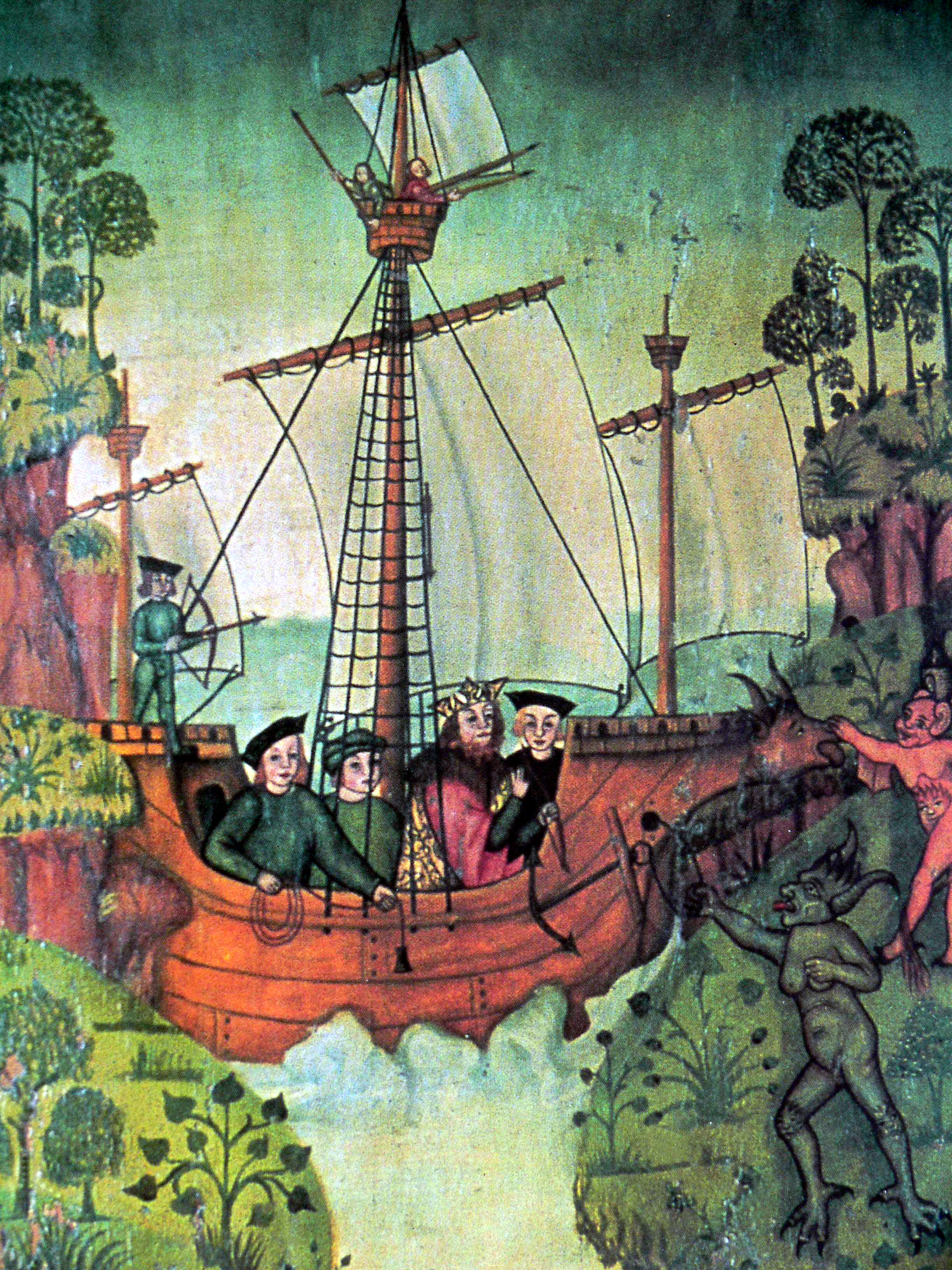
Olav segelt durch einen Wald und einen Berg.
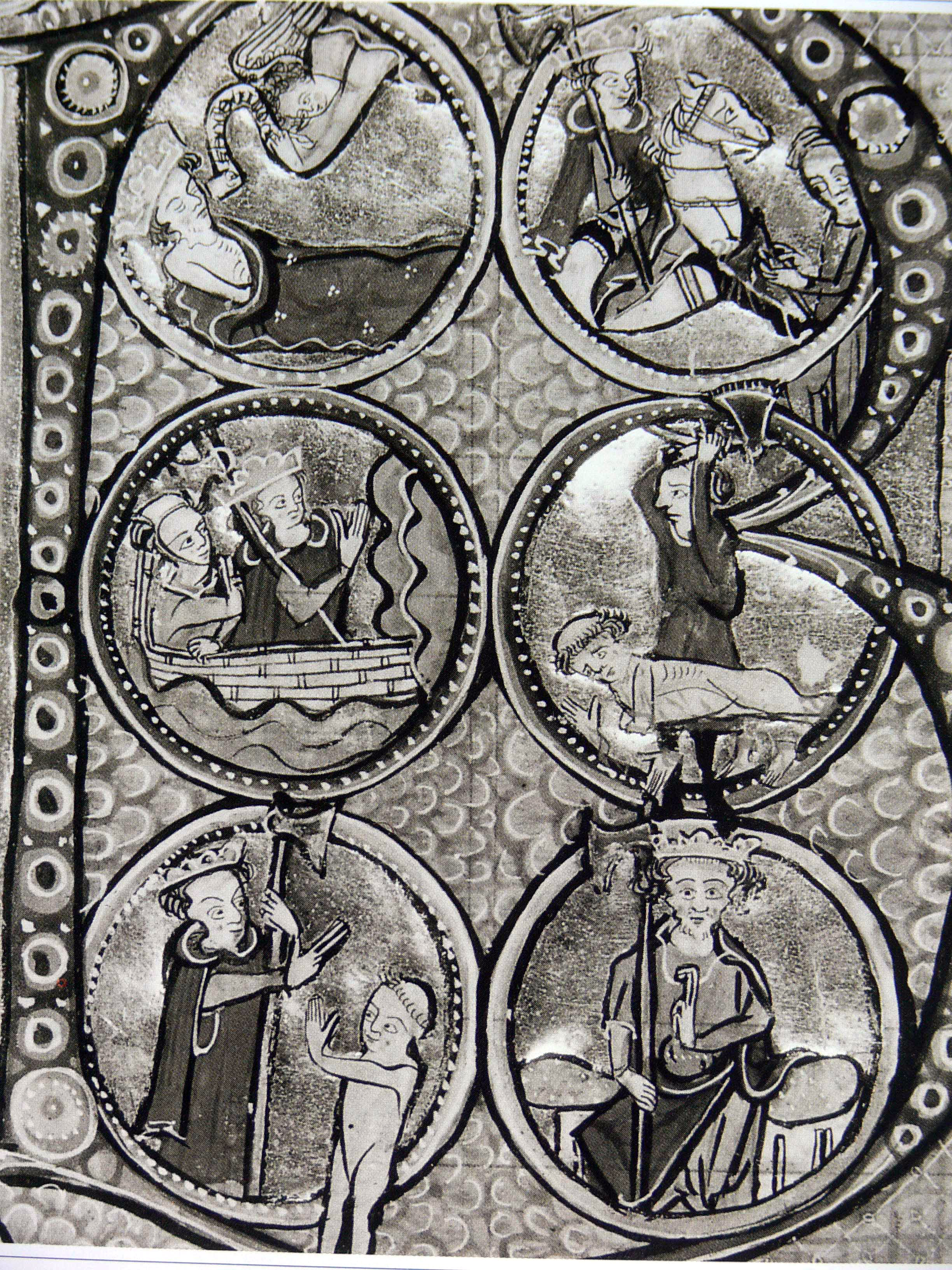
In der Mitte links: Olav öffnet einen Felsen auf der Flucht von Mälar. Rechts und unten links: Olav heilt einen erschlagenen Mönch.

### Darstellungen von Olavs Tod

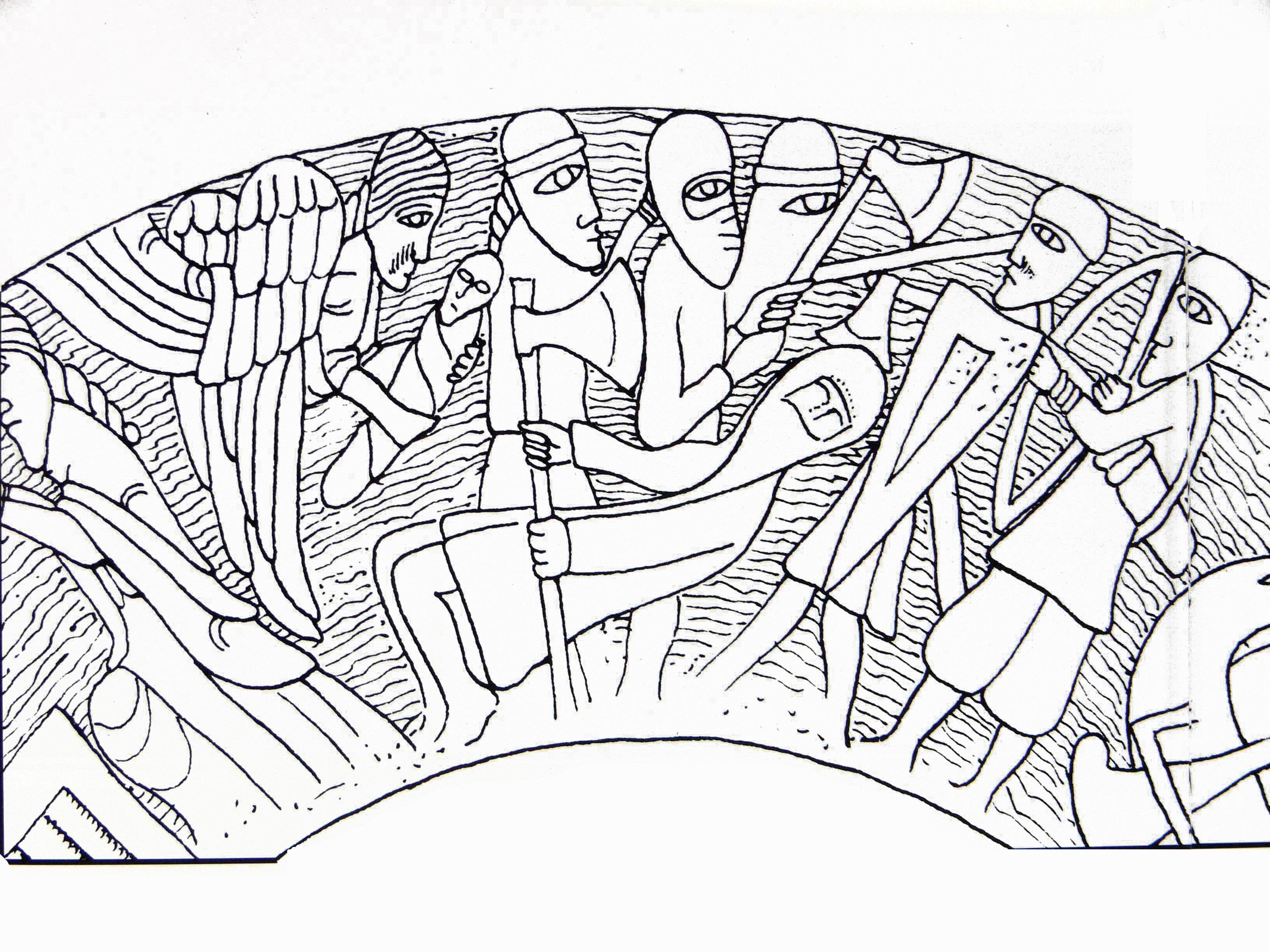
Die älteste Darstellung von Olavs Tod. Tod durch Axthieb in den Kopf.
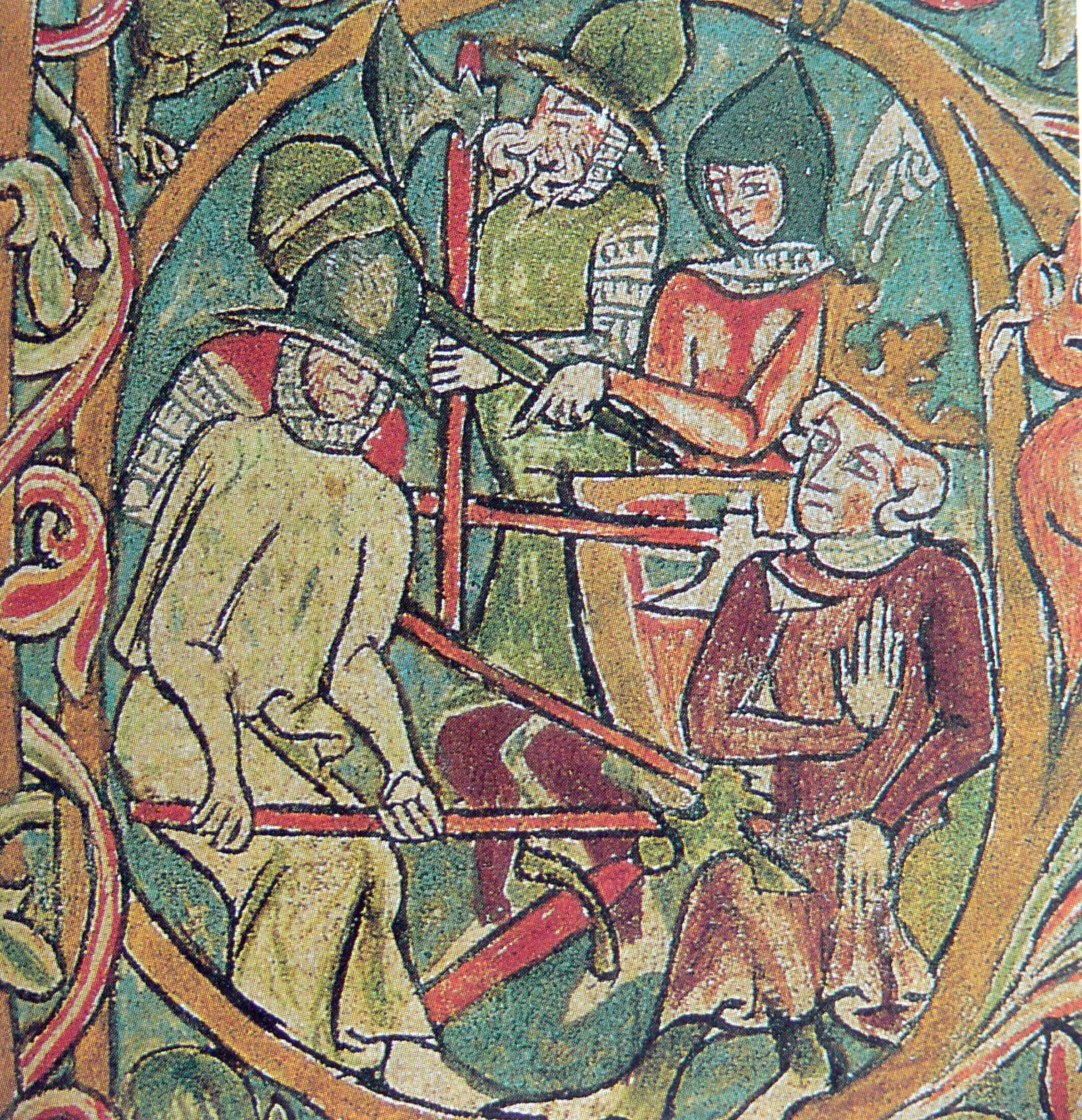
Mittelalterliche Buchmalerei. Olav wird mit Axt, Speer und Schwert getötet.
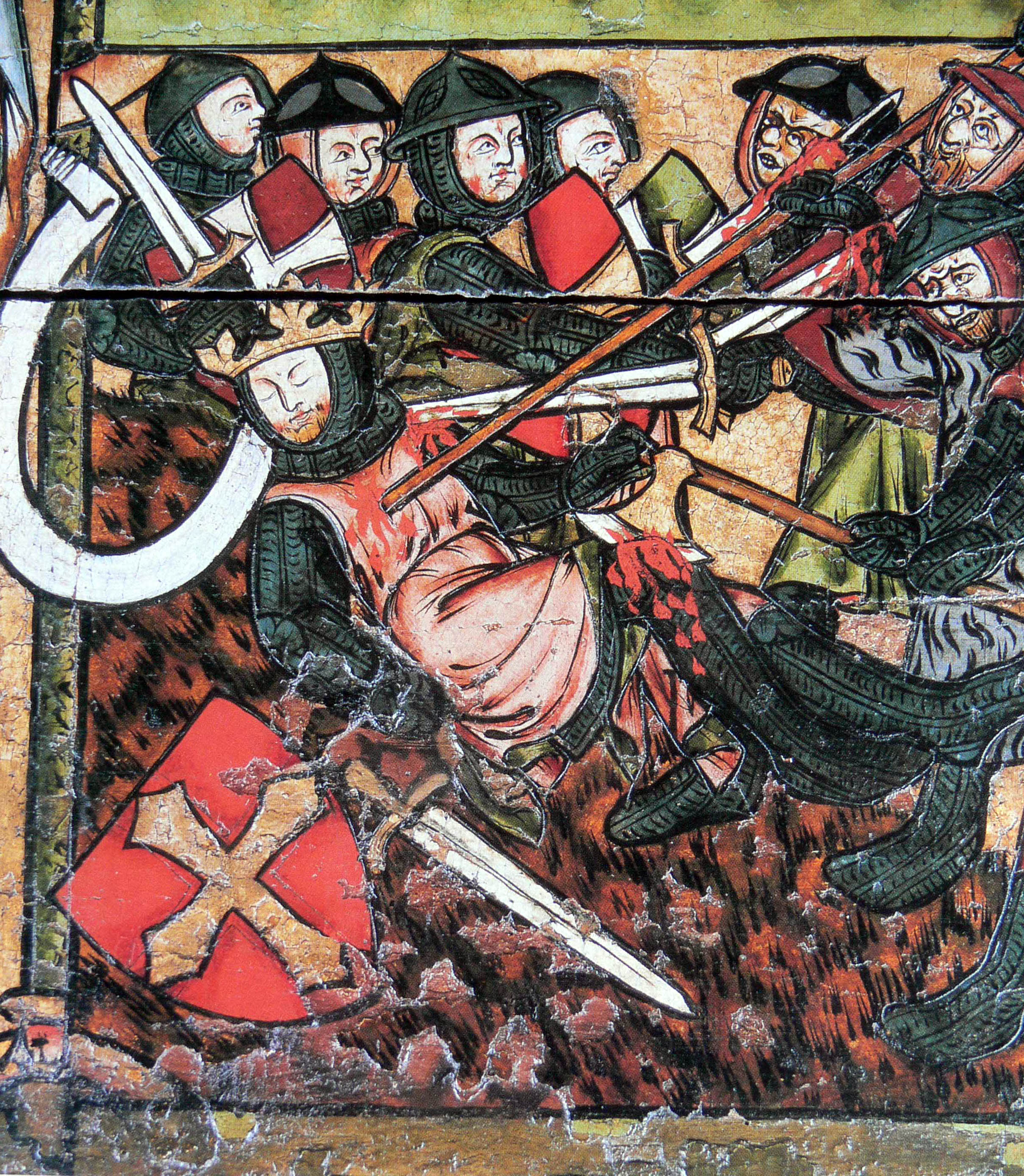
Mittelalterliches Altarbild. Das gleiche Motiv.
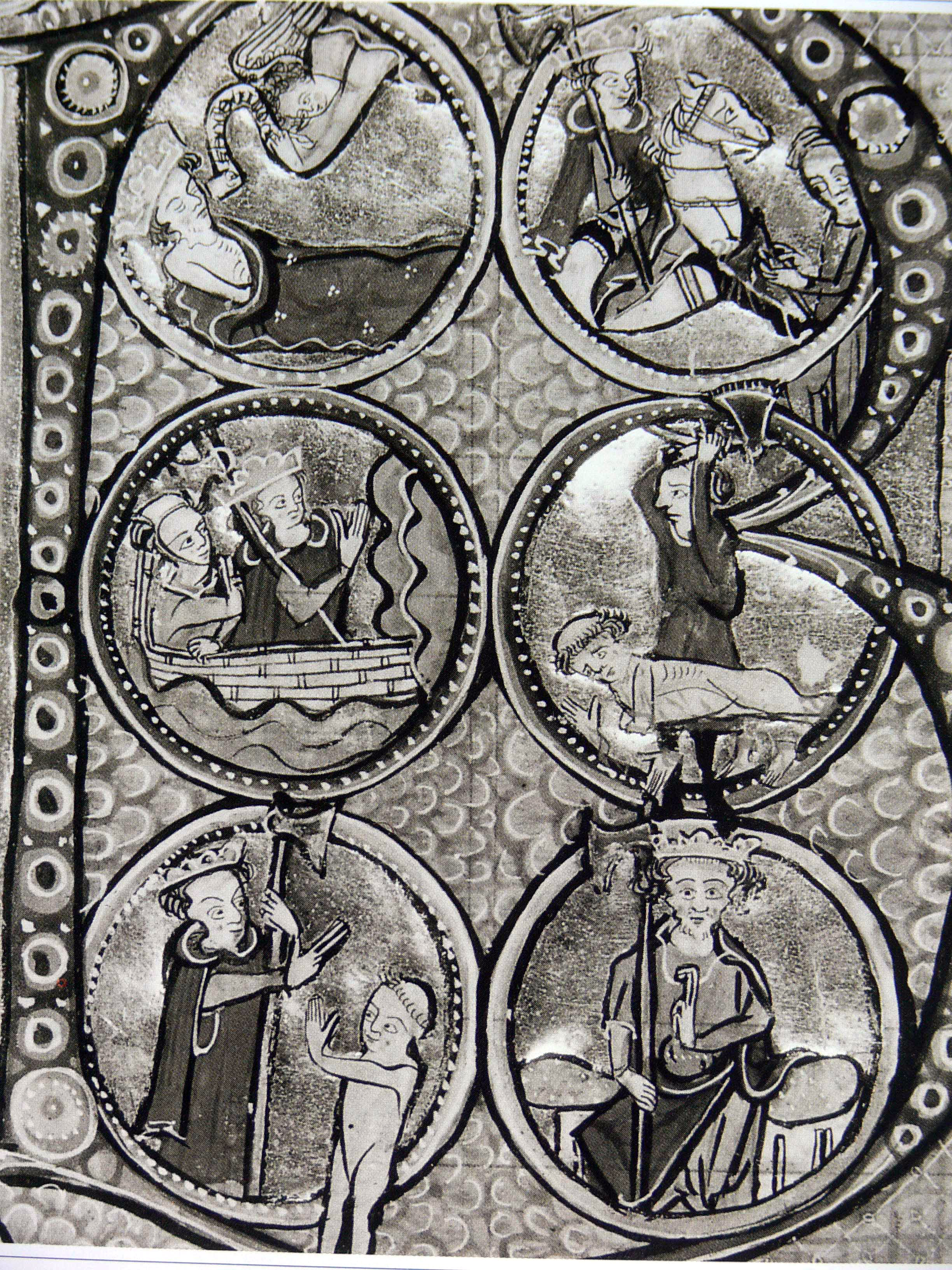
Englischer Psalter. Oben rechts erhält Olav den Axthieb auf einem Pferd sitzend ins Knie.

### Ikonographie
Der Olavskult breitete sich rasch über Skandinavien aus, so dass sich Bildnisse bereits früh weiträumig verteilten. Niemand konnte bislang die schnelle Ausbreitung des Kultes schlüssig erklären. Aus der Zeit unmittelbar nach seinem Tod sind etwa 400 ihm geweihte Kirchen in Skandinavien bekannt, davon allein 100 in Schweden. Hinzu kommen die Olavsaltäre in anderen Kirchen. Aus den ersten Jahrhunderten sind in Skandinavien allerdings keine Kunstwerke mit Olavsdarstellungen überkommen. Die älteste bekannte Darstellung ist in der Geburtskirche in Bethlehem zu sehen und stammt aus der Zeit kurz nach 1153. Sie ist in byzantinischem Stil gehalten und trägt die Inschrift „SCS OLAUUS REX:NORWÆGIE“. Mitte des 13. Jahrhunderts treten die ersten Abbildungen aus den Olavslegenden in einem Psalter in East Anglia auf, einem Andachtsbuch zu privatem Gebrauch. Die dann auch aus Norwegen überlieferten Olavsbilder zeigen ihn mit goldener Königskrone, goldenem Heiligenschein, braunen oder roten oder goldenen Haaren und Bart, im späteren Mittelalter in voller Kriegsrüstung, Gottes heiliger Ritter. Die älteste schwedische Bildüberlieferung ist ein spätromanisches Fresko in der Kirche von Kaga aus der Zeit um 1225.

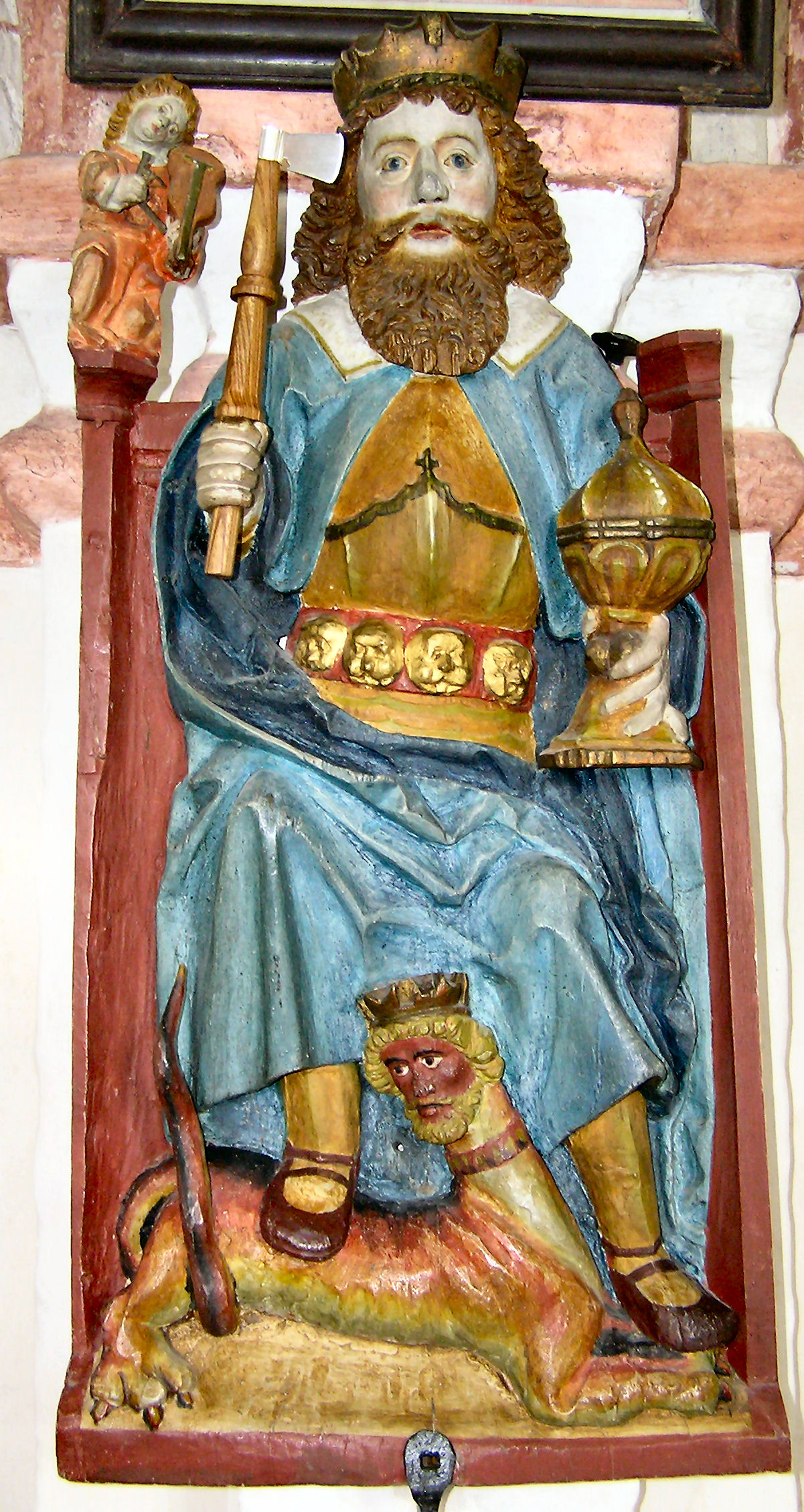
Olav mit Axt, Ciborium und einer Figur unter den Füßen.

Das Kennzeichen König Olavs ist die Axt. Sie wurde als Herrscherinsignie, als Waffe und als Märtyrer-Signum gedeutet. Es ist sicher, dass die Axt mit silbernem Blatt bereits im Mittelalter zu den Herrscherregalien gehörte und erst bei der Reformation verschwand. Aber es ist umstritten, ob die Axt bereits im Mittelalter Bestandteil der Olavsskulpturen war oder ob sie erst später beigegeben wurde. Sie hat ihren Ursprung im Symbol der Macht und des Rechts, wie auch im römischen Bereich die fasces des Liktors ein Beil als Symbol der Macht enthielten. Der Sohn Olavs, Magnus der Gute, soll bereits die silberne Axt als Feldzeichen in der Schlacht auf der Lürschauer Heide gegen die Wenden verwendet haben. Die Axt war auch biblisch verankert:

„Schon ist die Axt an die Wurzel der Bäume gelegt. Ein jeder Baum also, der nicht gute Frucht bringt, wird herausgehauen und ins Feuer geworfen.“

In der Dichtung und in den Sagas über die Schlacht bei Stiklestad spielte die Axt noch keine dominierende Rolle. Erst bei Snorri leitete der Axthieb von Torsten Knarrsmed in das Knie des Königs seinen Tod ein. Damit erhielt der Axthieb seine zentrale Rolle in der Ikonographie im 14. Jahrhundert. Machtsymbol und Märtyrerzeichen verschmolzen so. Hinzu kam, dass alsbald der sonst übliche Reichsapfel als Herrscherinsignie durch das Ziborium, ein Symbol für die kirchliche Gerichtsbarkeit, ersetzt wurde.
Außerdem ist fast immer eine Figur mit einem Menschenkopf unter seinen Füßen dargestellt. Anfangs handelte es sich um einen Menschen; zu Beginn des 15. Jahrhunderts wurde daraus ein Drache oder Untier mit Menschenkopf. Diese Figur hat sehr viele Erklärungsversuche ausgelöst. Einige meinten, es handele sich um seinen Halbbruder Harald, der überzeugter Heide geblieben war. Eine andere Erklärung besagte, es handele sich um Olavs eigenes heidnisches Ich, das er durch die Taufe besiegt habe, oder das besiegte Heidentum im Allgemeinen.

## Ehe und Nachkommen
Olav war seit 1019 verheiratet mit Astrid von Schweden, illegitime Tochter des Königs Olaf „Schoßkönig“. Ihre Kinder waren:
- Wulfhild von Norwegen († 24. Mai 1071), ⚭ 1042 Ordulf Herzog von Sachsen (um 1020–28. März 1072)

Aus einer außerehelichen Beziehung hatte er den illegitimen Sohn
- Magnus I. der Gute (* um 1024; † 1047)